# 海瑟尔比-韦灵比
海瑟尔比-韦灵比（瑞典語：Hässelby-Vällingby）是瑞典首都斯德哥爾摩的一個區，位於斯德哥爾摩的西部。海瑟尔比-韦灵比由海瑟尔比和韦灵比兩個區于1998年合併而成。海瑟尔比-韦灵比在2014年的人口有71,042，面積19.60 km²，人口密度3,625/km²。